# Митар Бакић (1852−1903)
Митар Бакић (1852−1903), је био црногорски историчар и дипломата.
Био је дипломатски представник Књажевине Црне Горе у Цариграду (Османско царство) од 1884. до 1887. и опет од 1890. до 1903.
Преминуо је у Цариграду.